# Гай Леторий
Гай Леторий (Caius Laetorius) е политик на Римската република през 5 век пр.н.е.
Вероятно е син на плебейския магистрат, едилът Марк Леторий (centurio primi pili).
През 472 пр.н.е. по време на консулата на Публий Фурий Медулин Фуз и Луций Пинарий Мамерцин Руф Леторий е избран за народен трибун за 471 пр.н.е. През 471 пр.н.е. по време на консулата на Апий Клавдий Крас Инрегиленсис Сабин и Тит Квинкций Капитолин Барбат той е народен трибун. Колега му е Публилий Волерон. Въпреки опозицията, Сенатът приема закона на Волерон Lex Publilia Voleronis de tribunis plebis.
Те създават Плебейски концил („Concilium Plebis).
Леторий и Волерон дават заявка, числото на трибуните да се увеличи на 5; разрешена е накрая една четиричленна колегия. 